# Wielersport op de Olympische Zomerspelen 1988
De wielersport is een van de sporten die beoefend werden tijdens de Olympische Zomerspelen 1988 in Seoel.

## Mannen

### baan

#### tijdrit, 1000 m
| rang   | sporter(s)            | land | tijd     |
| ------ | --------------------- | ---- | -------- |
| Goud   | Aleksandr Kiritsjenko | URS  | 1:04.499 |
| Zilver | Martin Vinnicombe     | AUS  | 1:04.784 |
| Brons  | Robert Lechner        | FRG  | 1:05.114 |
| 4      | Kurt Kenneth Røpke    | DEN  | 1:05.168 |
| 5      | Bernardo González     | ESP  | 1:05.281 |
| 6      | Maic Malchow          | GDR  | 1:05.393 |
| 7      | Anthony Graham        | NZL  | 1:05.744 |
| 8      | Frédéric Magné        | FRA  | 1:06.142 |

#### sprint
| rang   | sporter(s)       | land | heat 1 | heat 2 |
| ------ | ---------------- | ---- | ------ | ------ |
| Goud   | Lutz Heßlich     | GDR  | 13.98  | 11.82  |
| Zilver | Nikolai Kovsj    | URS  | -      | -      |
| Brons  | Gary Neiwand     | AUS  | 10.97  | 10.88  |
| 4      | Edward Alexander | GBR  | -      | -      |
| 5      | Vratislav Šustr  | TCH  | 11.34  |        |
| 6      | Erik Schoefs     | BEL  | -      |        |
| 7      | Frank Weber      | FRG  | -      |        |
| 8      | Maxwell Cheesman | TRI  | -      |        |

#### individuele achtervolging, 4000 m
| rang   | sporter(s)         | land | tijd       |
| ------ | ------------------ | ---- | ---------- |
| Goud   | Gintautas Oemaras  | URS  | OR 4:32.00 |
| Zilver | Dean Woods         | AUS  | 4:35.00    |
| Brons  | Bernd Dittert      | GDR  | 4.34.17    |
| 4      | Colin Sturgess     | GBR  | 4:34.90    |
| 5      | Ryszard Dawidowicz | POL  | 4:39.44    |
| 6      | Peter Clausen      | DEN  | 4:42.62    |
| 7      | Gary Anderson      | NZL  | 4.42.82    |
| 8      | Ivan Beltrami      | ITA  |            |

#### ploegachtervolging, 4000 m
| rang   | sporter(s)                                                                                  | land | tijd    |
| ------ | ------------------------------------------------------------------------------------------- | ---- | ------- |
| Goud   | Vjatsjeslav Jekimov Artūras Kasputis Dmitri Neljoebin Gintautas Oemaras (Mindaugas Oemaras) | URS  | 4:13.31 |
| Zilver | Steffen Blochwitz Roland Hennig Dirk Meier Carsten Wolf (Uwe Preißler)                      | GDR  | 4:14.09 |
| Brons  | Brett Dutton Wayne McCarney Stephen McGlede Dean Woods (Scott McGrory)                      | AUS  | 4:16.02 |
| 4      | Hervé Dagorne Pascal Lino Didier Pasgrimaud Pascal Potié                                    | FRA  | 4:22.23 |
| 5      | Svatopluk Buchta Zbyněk Fiala Pavel Soukup Aleš Trčka (Pavel Tesař)                         | TCH  | 4:19.05 |
| 6      | Ivan Beltrami Gianpaolo Grisandi Fabrizio Trezzi Robert Pascal (Fabio Baldato)              | ITA  | 4:20.90 |
| 7      | Ryszard Dawidowicz Joachim Halupczok Andrzej Sikorski Marian Turowski                       | POL  | 4:22.50 |
| 8      | Peter Clausen Dan Frost Jimmi Madsen Lars Olsen (Ken Frost)                                 | DEN  | 4:25.30 |

#### puntenkoers
| rang   | sporter(s)        | land | punten      |
| ------ | ----------------- | ---- | ----------- |
| Goud   | Dan Frost         | DEN  | 38          |
| Zilver | Leo Peelen        | NED  | 26          |
| Brons  | Marat Ganejev     | URS  | -1 ronde 46 |
| 4      | Robert Burns      | AUS  | -1 ronde 20 |
| 5      | Juan Curuchet     | ARG  | -1 ronde 18 |
| 6      | Uwe Messerschmidt | FRG  | -2 ronde 28 |
| 7      | Pascal Lino       | FRA  | -2 ronde 21 |
| 8      | Frankie Andreu    | USA  | -2 ronde 21 |

### weg

#### individueel
Afstand: 196.8 km
| rang   | sporter(s)               | land | tijd    |
| ------ | ------------------------ | ---- | ------- |
| Goud   | Olaf Ludwig              | GDR  | 4:32:22 |
| Zilver | Bernd Gröne              | FRG  | 4:32:25 |
| Brons  | Christian Henn           | FRG  | 4:32:46 |
| 4      | Robert Mionske           | USA  | 4:32:46 |
| 5      | Djamolidin Abdoesjaparov | URS  | 4:32:46 |
| 6      | Edward Salas             | AUS  | 4:32:46 |
| 7      | Roberto Pelliconi        | ITA  | 4:32:46 |
| 8      | Graeme Miller            | NZL  | 4:32:46 |

#### ploegentijdrit
Afstand: 100 km
| rang   | sporter(s)                                                           | land | tijd      |
| ------ | -------------------------------------------------------------------- | ---- | --------- |
| Goud   | Uwe Ampler Mario Kummer Maik Landsmann Jan Schur                     | GDR  | 1:57:47.7 |
| Zilver | Joachim Halupczok Zenon Jaskuła Marek Leśniewski Andrzej Sypytkowski | POL  | 1:57:54.2 |
| Brons  | Björn Johansson Jan Karlsson Michel Lafis Anders Jarl                | SWE  | 1:59.47.3 |
| 4      | Laurent Bezault Eric Heulot Pascal Lance Thierry Laurent             | FRA  | 1:59:49.8 |
| 5      | Roberto Maggioni Eros Poli Mario Scirea Flavio Vanzella              | ITA  | 1:59.58.3 |
| 6      | Ernst Christl Bernd Gröne Rajmund Lehnert Remig Stumpf               | FRG  | 2:00:06.3 |
| 7      | Vasili Zjdanov Viktor Klimov Asjat Saitov Igor Soemnikov             | URS  | 2:00:27.0 |
| 8      | Vladimír Hrůza Vladimír Kinšt Milan Křen Jozef Regec                 | TCH  | 2:00:57.1 |

## Vrouwen

### baan

#### sprint
| rang   | sporter(s)             | land | heat 1 | heat 2 | heat 3 |
| ------ | ---------------------- | ---- | ------ | ------ | ------ |
| Goud   | Erika Salumäe          | URS  | -      | 12.00  | 12.58  |
| Zilver | Christa Luding         | GDR  | 11.68  | -      | -      |
| Brons  | Connie Parakevin-Young | USA  | 14.07  | 12.41  |        |
| 4      | Isabelle Gautheron     | FRA  | -      | -      |        |
| 5      | Julie Speight          | AUS  | 12.56  |        |        |
| 6      | Zhou Suying            | CHN  | -      |        |        |
| 7      | Louise Jones           | GBR  | -      |        |        |
| 8      | Yang Hsiu-Chen         | TPE  | -      |        |        |

### weg

#### individueel
Afstand: 82 km
| rang   | sporter(s)             | land | tijd    |
| ------ | ---------------------- | ---- | ------- |
| Goud   | Monique Knol           | NED  | 2:00:52 |
| Zilver | Jutta Niehaus          | FRG  | 2:00:52 |
| Brons  | Laima Zilporyte        | URS  | 2:00:52 |
| 4      | Geneviève Brunet       | CAN  | 2:00:52 |
| 5      | Valentina Jevpak       | URS  | 2:00:52 |
| 6      | Maria Blower           | GBR  | 2:00:52 |
| 7      | Marie Höljer           | SWE  | 2:00:52 |
| 8      | Inga Benedict Thompson | USA  | 2:00:52 |

## Medaillespiegel
| rang   | land                     | goud | zilver | brons | totaal |
| ------ | ------------------------ | ---- | ------ | ----- | ------ |
| 1      | Sovjet-Unie              | 4    | 1      | 2     | 7      |
| 2      | DDR                      | 3    | 2      | 1     | 6      |
| 3      | Nederland                | 1    | 1      | 0     | 2      |
| 4      | Denemarken               | 1    | 0      | 0     | 1      |
| 5      | Australië                | 0    | 2      | 2     | 4      |
| 5      | Bondsrepubliek Duitsland | 0    | 2      | 2     | 4      |
| 7      | Polen                    | 0    | 1      | 0     | 1      |
| 8      | Zweden                   | 0    | 0      | 1     | 1      |
| 8      | Verenigde Staten         | 0    | 0      | 1     | 1      |
| totaal | totaal                   | 9    | 9      | 9     | 27     |